# ウラプ
ウラプ（Urap）は、ココナッツをドレッシングに使った蒸し野菜のサラダである。インドネシア料理、特にジャワ料理で見られる。ベジタリアン用のサラダとして食べたり、副食としても食べる。ジャワ人が祝い事の際に食べるトゥンペンの副食として必須であり、またナシクニンにも用いられる。バリ料理では、ウラプサユール（Urab sayur）として知られる。

## 材料
ウラプに通常用いられる野菜には、ホウレンソウ、ヨウサイ、キャッサバの若葉、パパイヤの葉、ジュウロクササゲ、モヤシ、キャベツ等である。豊かな風味を得るために、大部分のレシピでは、ドレッシングに新鮮なココナッツの果肉またはスルンデンを用いる。摩り下ろしたココナッツをエシャロット、ニンニク、赤唐辛子、タマリンド果汁、ガランガル、食塩、ココナッツシュガー等で味付けする。

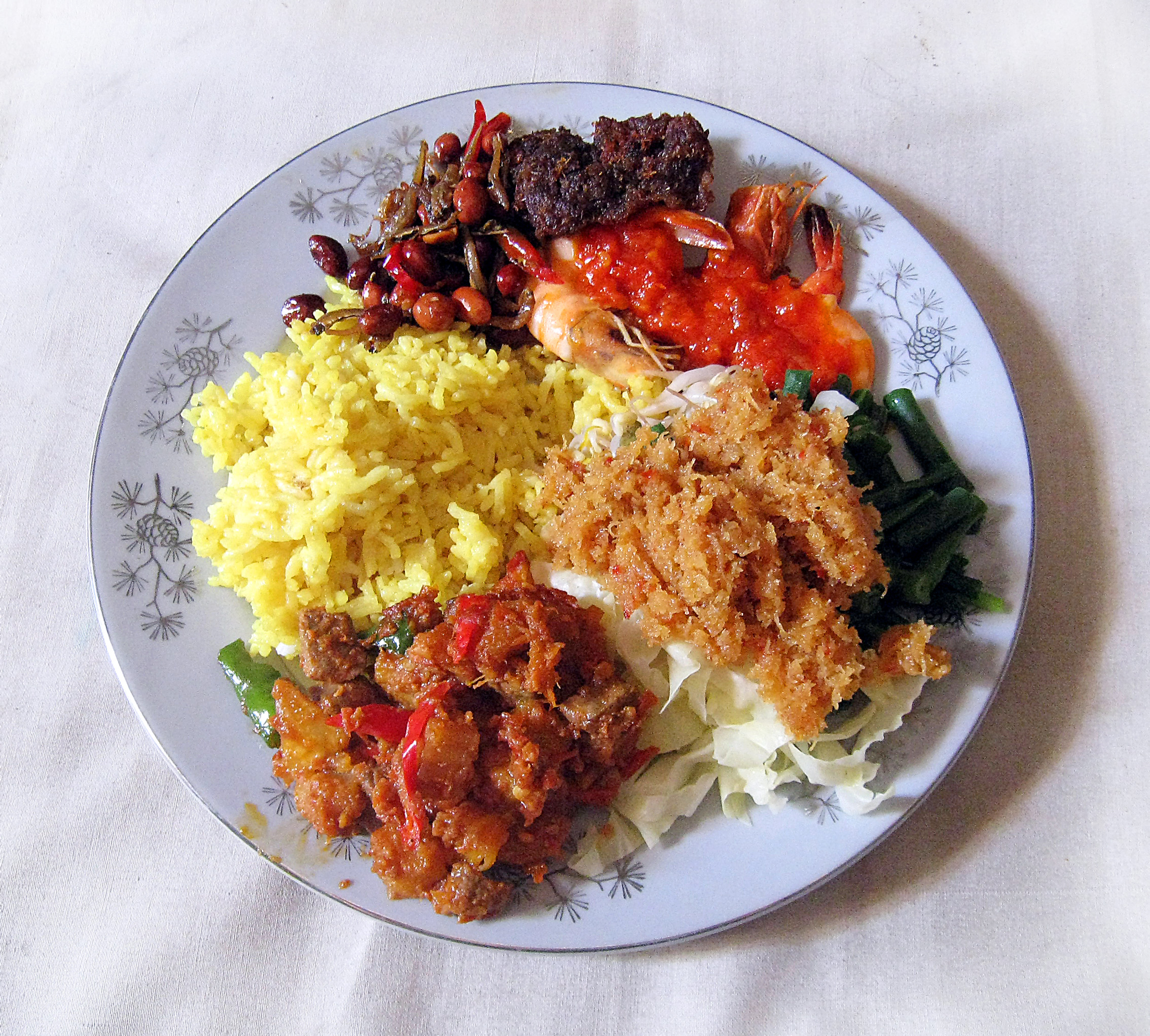
ナシクニン。右下がウラプ